# Nicolae Darie
Nicolae Darie (n. 16 februarie 1946, satul Blindești, raionul Ungheni) este actor de teatru și film, unul din artiștii emeriți ai Republicii Moldova.
În 1969 absolvește Institutul Unional de Artă Teatrală "Lunacearski" din Moscova, specialitatea Actor Teatru și Cinema. În același an (1969) este angajat în trupa Teatrului Național "Mihai Eminescu" din Chișinău unde activează pînă în prezent.
În 2006, pentru fructoasa-i carieră scenică și pentru măiestria sa actoricească, obține Ordinul Gloria Muncii, iar în cadrul Gala Premiilor UNITEM - premiul pentru cel mai bun rol masculin.
Pe parcursul activității atât teatrale cât și cinematografice a jucat în mai mult de o sută de roluri, printre care:

Regele Millo în "Corbul" /C.Gozzi/

Slavici în "Eminescu" /Ștefănescu/

Ștefan cel Mare în "Apus de soare" /B.S.Delavrancea/

Aristid în "Tata" /D.Matcovschi/

Cadîr în "Tache, Ianke si Cadîr" /V.I.Popa/

Akela în "Mowgli" /R.Kipling/

Guvernatorul în "Cavalerul Tristei Figuri" /M. de Cervantes/

Răzvan în "Radu-Ștefan Întîiul și Ultimul" /A.Busuioc/

Brânzovenescu în "O scrisoare pierdută" /I.L.Caragiale/

Scanlon în "Zbor desupra unui cuib de cuci" /D.Wasserman/

Glov în "Jucătorii" /N.V.Gogol/

Veveriță în "Bastarzii" /D.Matcovschi/

Stejarul în "Pasărea albastră" /M.Maeterlinck/

Kruk în "Ghetoul" /J.Sobol/

El în "Zăpezile de altădată" /D.Solomon/

Geronte în "Doctor fără voie" /Molière/

Jabe Torrance în "In piele de șarpe" /T.Williams/

Ștefănescu în "Ultima oră" /M.Sebastian/

Tata în "Povestea unei nebunii obișnuite" /P.Zelenka/

Președintele în "Suflete moarte" /N.V.Gogol/

Împăratul Verde în "Harap Alb" /I.Creangă/

Ianke în "Take, Ianke și Cadâr" /V.I.Popa/

## Filmografie
- Dănilă Prepeleac (1996)